# Maximiliano Pellegrino
Maximiliano Pellegrino (Leones, 26 januari 1980) is een Argentijnse voetballer (verdediger) die sinds 2011 voor CA Colón uitkomt. Voordien speelde hij onder meer voor Vélez Sarsfield en Atalanta Bergamo.
Hij is de jongere broer van Mauricio, die onder andere voor FC Barcelona en Valencia CF speelde.

## Carrière
| seizoen   | club             | land       | competitie       | wed. | goals |
| --------- | ---------------- | ---------- | ---------------- | ---- | ----- |
|           | Vélez Sarsfield  | Argentinië | jeugd            | ?    | ?     |
| 1999-2007 | Vélez Sarsfield  | Argentinië | Primera División | 157  | 9     |
| 2007-2010 | Atalanta Bergamo | Italië     | Serie A          | 45   | 2     |
| 2010-2011 | AC Cesena        | Italië     | Serie A          | 29   | 0     |
| 2011-...  | CA Colón         | Argentinië | Primera División | 22   | 1     |